# Волошинське сільське поселення (Родіоново-Несвітайський район)
Волошинське сільське поселення — муніципальне утворення у Родіоново-Несвітайському районі Ростовської області, Росія. Волошинське сільське поселення розташовано на півдні району у долині річки Сухий Несвітай й частково у долині Тузлової.
Адміністративний центр поселення — хутір Волошино.
Населення — 2025 осіб (2010 рік).

## Адміністративний устрій
До складу Волошинського сільського поселення входять:
- хутір Волошино — 762 особи (2010 рік);
- село Генеральське — 802 особи (2010 рік);
- хутір Глінки — 87 осіб (2010 рік);
- хутір Іванівка — 41 особа (2010 рік);
- хутір Курлаки — 121 особа (2010 рік);
- хутір Юдино — 212 осіб (2010 рік).